# Märkische Fürstenchronik
Die Märkische Fürstenchronik (Chronica Marchionum Brandenburgensium) ist neben dem Tractatus de captione urbis Brandenburg des Heinrich von Antwerpen die wichtigste chronikalische Quelle zur Gründungsepoche der Mark Brandenburg unter den askanischen Markgrafen von Brandenburg (1157–1319).

## Entstehung und Forschungsgeschichte
Die Märkische Fürstenchronik ist nicht vollständig erhalten und ließ sich nur aus Bruchstücken rekonstruieren (einschließlich des Titels), erstmals 1888 durch Georg Sello. Ihr erster Teil (bis 1268) entstand um 1280 durch einen Geistlichen, der dem Markgrafen Otto III. zu dessen Lebzeiten nahegestanden hatte. Er griff u. a. zurück auf die auf Anregung des brandenburgischen Bischofs Gernand entstandene Brandenburger Bischofschronik. Bruchteile der Märkischen Fürstenchronik fanden sich vor allem in der Sächsischen Fürstenchronik (Chronica Principium Saxoniae, hrsg. 1865 von Otto von Heinemann) und in der böhmischen Chronik des Pulkawa. Bei Pulkawa findet sich auch die Fortsetzung der Märkischen Fürstenchronik bis zum Tode Waldemars am 14. August 1319. Teile der Fürstenchronik wurden bereits von dem märkischen Chronisten Paul Creusing (1450 bis etwa 1600) veröffentlicht, 1886 herausgegeben von Friedrich Holtze.

## Inhalt und Bedeutung
Die Chronik ist in 30 Kapitel gegliedert, die in der Regel Kurzbiografien von Markgrafen sind. Das erste Kapitel beginnt mit Eilika, der zweiten Tochter des Sachsenherzogs Magnus, die den Grafen Otto von Ballenstedt heiratete und Albrecht den Bären gebar, den Begründer der Mark Brandenburg. Der erste Teil der Fürstenchronik umfasst zehn Kapitel, in denen sieben Markgrafengenerationen (Regierungszeiten) nummeriert werden, und endet mit dem Tode Ottos III. am 9. Oktober 1267. Aufgrund der Aufspaltung in die johanneische und die ottonische Linie der Markgrafen von Brandenburg werden im zweiten Teil die Markgrafengenerationen nicht mehr nummeriert. Die Chronik endet mit dem Tode Waldemars 1319 und dem Übergang auf den wittelsbachischen Markgrafen Ludwig den Römer.

## Kapitel VIII: die Markgrafenbrüder Johann I. und Otto III.

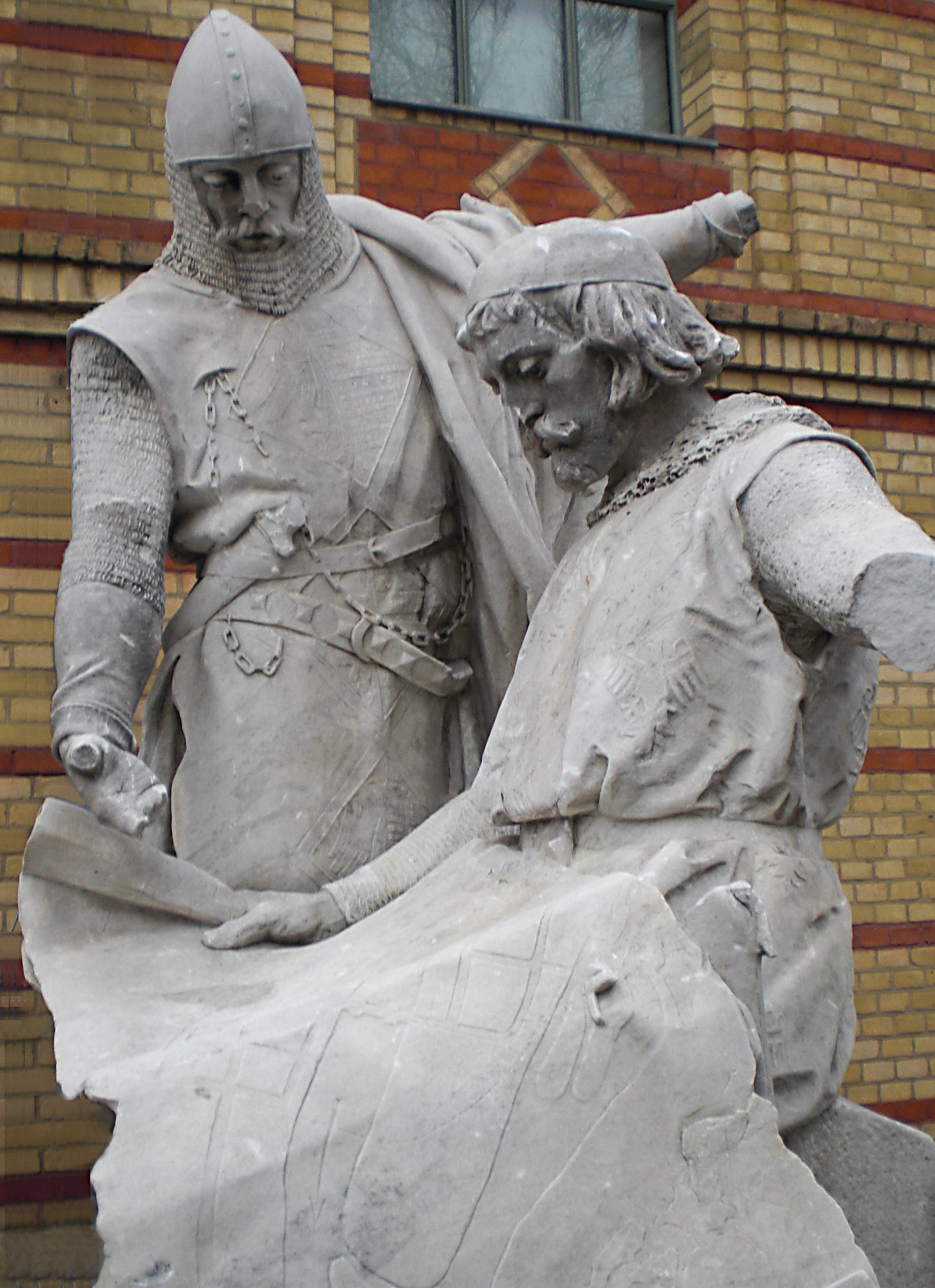
Die „Städtegründer“ mit dem Stadtplan von Berlin-Cölln

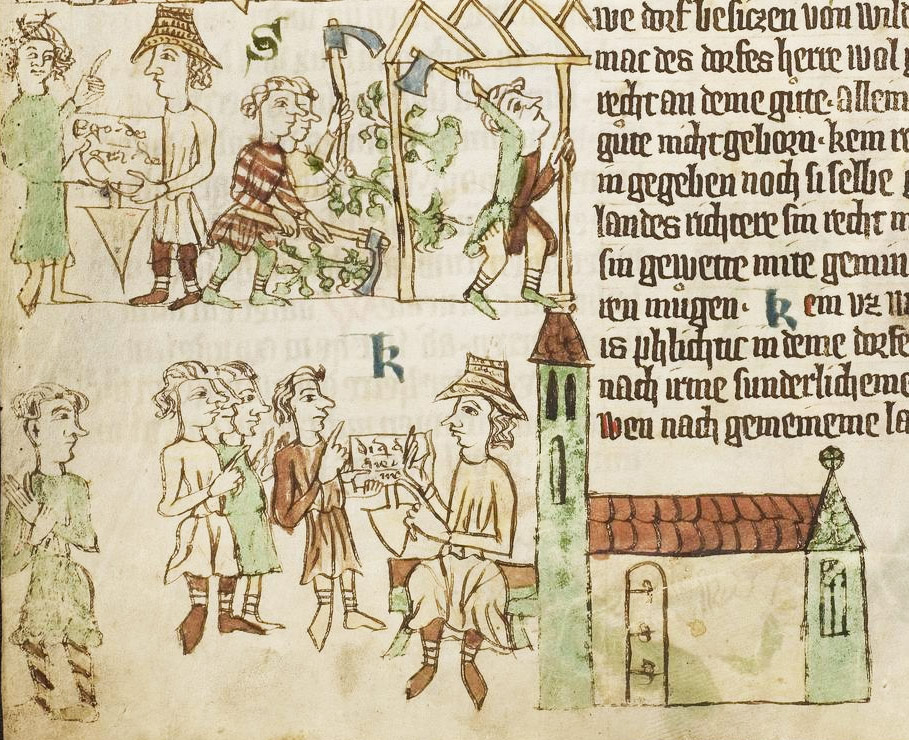
„… und indem sie so Wüstungen in Äcker verwandelten …“

Die am häufigsten zitierte Stelle aus der Märkischen Fürstenchronik bezieht sich auf das Brüderpaar Johann I. und Otto III., die in Kapitel VIII gemeinsam als „marchio sextus“ (sechster Markgraf) bezeichnet werden, wobei nach dem Tode Johanns I. 1266 sein ihn um ein Jahr überlebender Bruder Otto III. im Kapitel X als „marchio septimus“ aufgeführt wird. Nach Johannes Schultze, dem Nestor der brandenburgischen Geschichtsschreibung, zählen Johann I. und Otto III., oft genannt „die Städtegründer“, „zu den bedeutendsten Herrschergestalten, die auf brandenburgischem Boden in Erscheinung getreten sind.“ In der längsten Regierungszeit (1220–1266/67) aller askanischen Markgrafen haben sie den umfangreichsten und nachhaltigsten Beitrag zur Stärkung und Ausdehnung der Mark Brandenburg geleistet. Hierzu wird oft das Kapitel VIII der Märkischen Fürstenchronik zitiert:
„Die Brüder Johann und Otto. Diese begannen [ihre Herrschaft] im Jahre 1220, und weil sie noch Kinder waren, hatten sie als Vormund den Grafen von Anhalt. Nachdem dieser von der Vormundschaft ausgeschlossen worden war, regierten sie klug ihr Land mit dem Rat ihrer Mutter. Als sie aber zu Jünglingen herangewachsen waren, lebten sie einer den anderen fördernd, einträchtig, wie es Brüdern geziemt, zusammen. Dank dieser Eintracht waren sie ihren Feinden gewachsen, sie förderten die Freunde, mehrten die Länder und die Einkünfte, und der Ruhm, das Ansehen und die Macht blühten auf. Von dem Herrn Barnem übernahmen sie die Länder Teltow, Barnim und viele andere, das Uckerland bis zur Welse kauften sie, im Harz erwarben sie Burgen und Vogteien, Berlin, Strausberg, Frankfurt, Neu-Tangermünde, Stolpe, Liebenwalde, Stargard, Neubrandenburg und viele andere Orte haben sie errichtet, und indem sie so Wüsten in Äcker verwandelten, hatten sie Überfluss an allen Gütern. In ihrem Bemühen um die Gottesdienste hielten sie viele Kapläne, und sie siedelten in ihren Ländern Predigerbrüder, Minderbrüder und Mönche des Zisterzienserordens an.“
Sie kämpften gegen Erzbischof Albrecht von Magdeburg im Jahre 1229 am Fluss Plane, wo ihre Gebiete noch immer aneinander grenzen. Im Jahre 1231 wurden sie zu Pfingsten (11. Mai) zu Rittern geschlagen. Später, im Jahre 1240, nachdem Erzbischof Wilbrand von Magdeburg und Bischof Meinhard [tatsächlich aber: Ludolf] von Halberstadt Heere an den Fluss, der Biese genannt wird, geführt hatten, triumphierte Markgraf Johann, dessen Bruder Otto dem Parteigänger Markgraf Heinrich von Meißen in Mittenwalde Widerstand leistete, höchst ruhmvoll und nahm den Halberstädter Bischof, Vasallen, Ritter und Bewaffnete gefangen; der Magdeburger Erzbischof konnte knapp entkommen. Danach wurden die Wälle der Stadt und Burg Kalbe von Grund auf zerstört.
Vier Jahre danach boten Erzbischof Wilbrand und Markgraf Heinrich von Meißen wiederum ein großes Heer auf und erreichten die Gegend der Stadt Brandenburg. Hier trat ihnen Markgraf Otto entgegen, weil Johann anderswo beschäftigt war, und er kämpfte energisch zwischen Brandenburg und Plaue und nahm durch einen glücklichen Zufall viele gefangen; andere flohen und überquerten mit solchem Andrang die Brücke von Plaue, dass sie zusammenbrach und viele in der Havel ertranken. Durch dieses und ähnliche Ereignisse erreichten sie Frieden mit dem Markgrafen von Meißen und dem Erzbischof von Magdeburg; sie bekamen einen gefürchteten Ruf und glänzten durch Ruhm.
Weil sie für Frieden und Eintracht zwischen ihren Söhnen sorgen wollten, teilten sie im Jahre 1258 ihr Land, und in Gegenwart von Herrn Bischof Heidenreich von Kulm vom Predigerorden und anderen Mönchen und Klerikern ließen sie während der Messe die Teilungsbriefe für beide Seiten auf den Altar legen, und Johann trat heran mit über den Schriftstücken gekreuzten Händen, und er bekam den Brief, den er mit seiner rechten Hand ergriff, und den anderen bekam sein Bruder Otto, wobei, falls der andere Teil kleiner sein sollte, aus den ungeteilten Gütern, von denen mehrere übrig geblieben waren, hinzugefügt werden sollte, was dem anderen als Ausgleich gegeben werden musste. Nachdem aber die Einsichtigen erkannt hatten, dass  der Teil Ottos geringer war, nicht an Geldabgaben, wohl aber an Gehölzen, Weiden und der Qualität der Ländereien, und dass Johann hundert Ritter mehr haben würde als Otto, wurden dem Teil Ottos im Einverständnis mit Johann hinzugefügt die Burg und das Land Lebus und die Burg Alvensleben und die Grafschaft, die sie damals dem Bischof von Halberstadt abgekauft hatten.
„Im Jahre 1260 wählte Johann außerdem, wobei die Beschaffenheit der benachbarten Orte einen Ausgleich von 1.200 Frusta erforderlich machte, die Altstadt Brandenburg innerhalb hinzugefügter Grenzen, und sein Bruder Otto die Neustadt Brandenburg innerhalb benachbarter, ungenauer Grenzen; und seitdem zahlte jeder seine Ausgaben selbst, nachdem sie vierzig Jahre lang zusammen lebend ihre Ausgaben gemeinsam getragen hatten.“